# ورزشگاه بلومفیلد رود
ورزشگاه بلومفیلد رود (به انگلیسی: Bloomfield Road) یک ورزشگاه فوتبال در بریتانیا است که در بلکپول واقع شده‌است.